# Mistrzowie French Open w grze pojedynczej

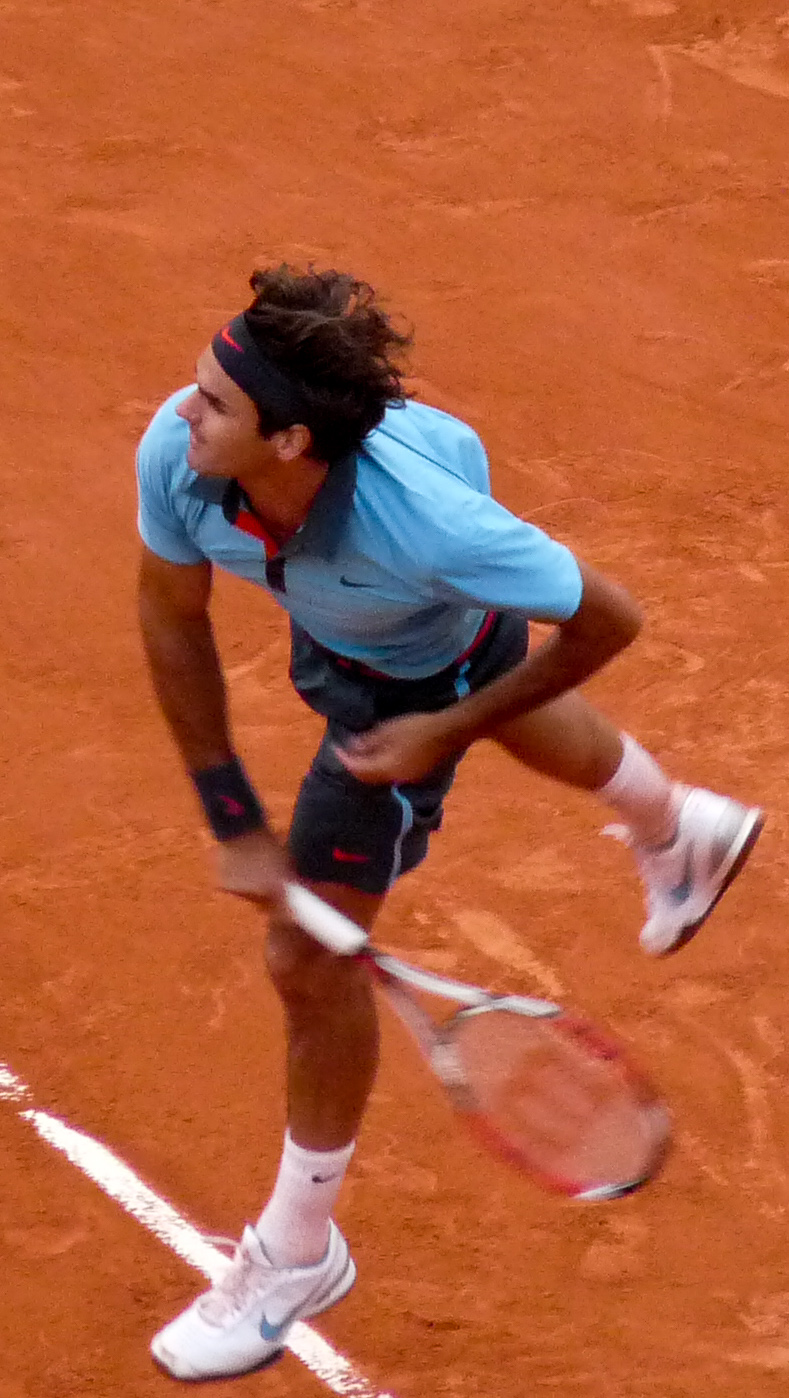
Mistrz z 2009 roku, Roger Federer

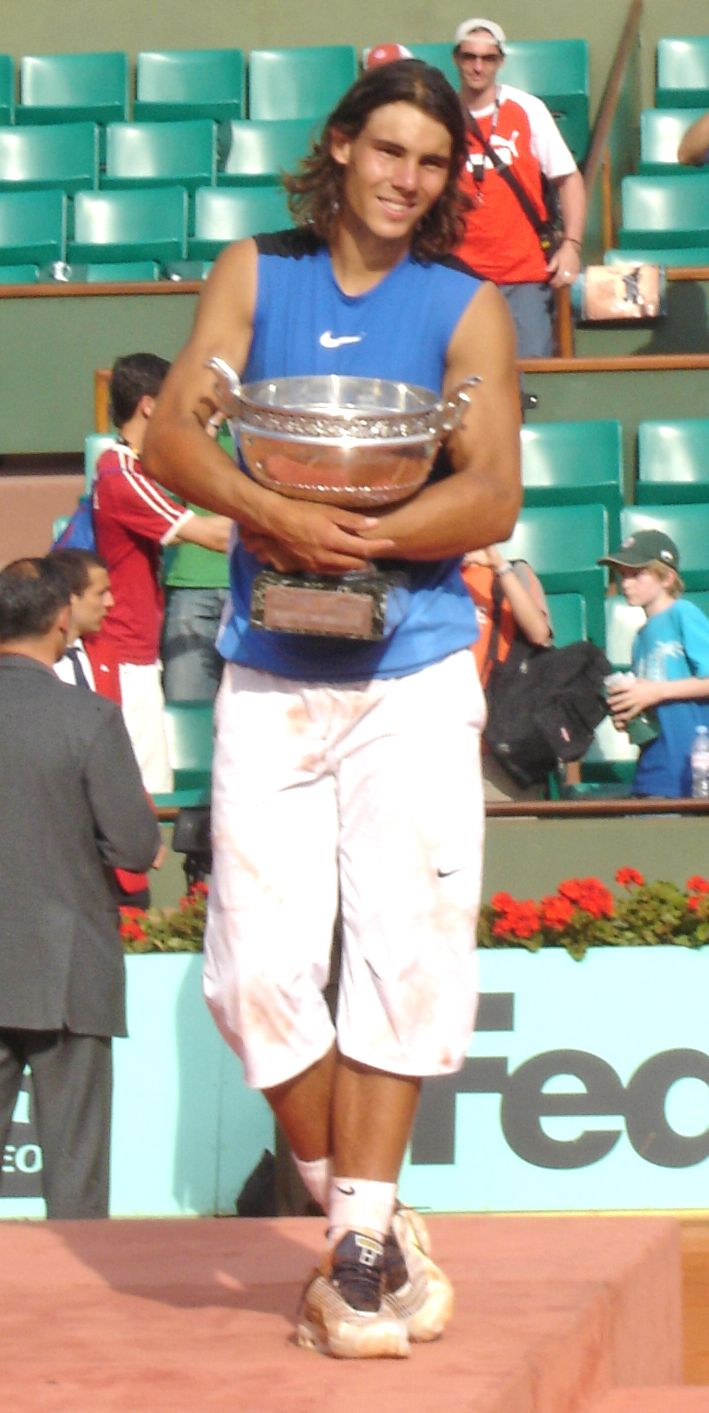
Czternastokrotny zdobywca Pucharu Muszkieterów, Rafael Nadal

Poczet triumfatorów wielkoszlemowego turnieju tenisowego Rolanda Garrosa w grze pojedynczej.
W latach 1925–1967 turniej nosił nazwę Amatorskich Międzynarodowych Mistrzostw Francji i był otwarty dla reprezentantów innych krajów, ale wciąż nie dopuszczano do udziału zawodowców. Począwszy od 1927 roku turniej był rozgrywany na kortach im. Rolanda Garrosa.
Od 1968 roku turniej jest otwarty zarówno dla amatorów, jak i profesjonalistów. Obecna oficjalna nazwa to Otwarte Międzynarodowe Mistrzostwa Francji.

## Mecze finałowe (1891–2025)
| Rok  | Zwycięzca                          | Finalista                          | Wynik                               |
| 2025 | Carlos Alcaraz                     | Jannik Sinner                      | 4:6, 6:7(4), 6:4, 7:6(3), 7:6(10–2) |
| 2024 | Carlos Alcaraz                     | Alexander Zverev                   | 6:3, 2:6, 5:7, 6:1, 6:2             |
| 2023 | Novak Đoković                      | Casper Ruud                        | 7:6(1), 6:3, 7:5                    |
| 2022 | Rafael Nadal                       | Casper Ruud                        | 6:3, 6:3, 6:0                       |
| 2021 | Novak Đoković                      | Stefanos Tsitsipas                 | 6:7(6), 2:6, 6:3, 6:2, 6:4          |
| 2020 | Rafael Nadal                       | Novak Đoković                      | 6:0, 6:2, 7:5                       |
| 2019 | Rafael Nadal                       | Dominic Thiem                      | 6:3, 5:7, 6:1, 6:1                  |
| 2018 | Rafael Nadal                       | Dominic Thiem                      | 6:4, 6:3, 6:2                       |
| 2017 | Rafael Nadal                       | Stan Wawrinka                      | 6:2, 6:3, 6:1                       |
| 2016 | Novak Đoković                      | Andy Murray                        | 3:6, 6:1, 6:2, 6:4                  |
| 2015 | Stan Wawrinka                      | Novak Đoković                      | 4:6, 6:4, 6:3, 6:4                  |
| 2014 | Rafael Nadal                       | Novak Đoković                      | 3:6, 7:5, 6:2, 6:4                  |
| 2013 | Rafael Nadal                       | David Ferrer                       | 6:3, 6:2, 6:3                       |
| 2012 | Rafael Nadal                       | Novak Đoković                      | 6:4, 6:3, 2:6, 7:5                  |
| 2011 | Rafael Nadal                       | Roger Federer                      | 7:5, 7:6(3), 5:7, 6:1               |
| 2010 | Rafael Nadal                       | Robin Söderling                    | 6:4, 6:2, 6:4                       |
| 2009 | Roger Federer                      | Robin Söderling                    | 6:1, 7:6(1), 6:4                    |
| 2008 | Rafael Nadal                       | Roger Federer                      | 6:1, 6:3, 6:0                       |
| 2007 | Rafael Nadal                       | Roger Federer                      | 6:3, 4:6, 6:3, 6:4                  |
| 2006 | Rafael Nadal                       | Roger Federer                      | 1:6, 6:1, 6:4, 7:6(4)               |
| 2005 | Rafael Nadal                       | Mariano Puerta                     | 6:7(6), 6:3, 6:1, 7:5               |
| 2004 | Gastón Gaudio                      | Guillermo Coria                    | 0:6, 3:6, 6:4, 6:1, 8:6             |
| 2003 | Juan Carlos Ferrero                | Martin Verkerk                     | 6:1, 6:3, 6:2                       |
| 2002 | Albert Costa                       | Juan Carlos Ferrero                | 6:1, 6:0, 4:6, 6:3                  |
| 2001 | Gustavo Kuerten                    | Àlex Corretja                      | 6:7(3), 7:5, 6:2, 6:0               |
| 2000 | Gustavo Kuerten                    | Magnus Norman                      | 6:2, 6:3, 2:6, 7:6(6)               |
| 1999 | Andre Agassi                       | Andrij Medwediew                   | 1:6, 2:6, 6:4, 6:3, 6:4             |
| 1998 | Carlos Moyá                        | Àlex Corretja                      | 6:3, 7:5, 6:3                       |
| 1997 | Gustavo Kuerten                    | Sergi Bruguera                     | 6:3, 6:4, 6:2                       |
| 1996 | Jewgienij Kafielnikow              | Michael Stich                      | 7:6(4), 7:5, 7:6(4)                 |
| 1995 | Thomas Muster                      | Michael Chang                      | 7:5, 6:2, 6:4                       |
| 1994 | Sergi Bruguera                     | Alberto Berasategui                | 6:3, 7:5, 2:6, 6:1                  |
| 1993 | Sergi Bruguera                     | Jim Courier                        | 6:4, 2:6, 6:2, 3:6, 6:3             |
| 1992 | Jim Courier                        | Petr Korda                         | 7:5, 6:2, 6:1                       |
| 1991 | Jim Courier                        | Andre Agassi                       | 3:6, 6:4, 2:6, 6:1, 6:4             |
| 1990 | Andrés Gómez                       | Andre Agassi                       | 6:3, 2:6, 6:4, 6:4                  |
| 1989 | Michael Chang                      | Stefan Edberg                      | 6:1, 3:6, 4:6, 6:4, 6:2             |
| 1988 | Mats Wilander                      | Henri Leconte                      | 7:5, 6:2, 6:1                       |
| 1987 | Ivan Lendl                         | Mats Wilander                      | 7:5, 6:2, 3:6, 7:6(3)               |
| 1986 | Ivan Lendl                         | Mikael Pernfors                    | 6:3, 6:2, 6:4                       |
| 1985 | Mats Wilander                      | Ivan Lendl                         | 3:6, 6:4, 6:2, 6:2                  |
| 1984 | Ivan Lendl                         | John McEnroe                       | 3:6, 2:6, 6:4, 7:5, 7:5             |
| 1983 | Yannick Noah                       | Mats Wilander                      | 6:2, 7:5, 7:6(3)                    |
| 1982 | Mats Wilander                      | Guillermo Vilas                    | 1:6, 7:6(6), 6:0, 6:4               |
| 1981 | Björn Borg                         | Ivan Lendl                         | 6:1, 4:6, 6:2, 3:6, 6:1             |
| 1980 | Björn Borg                         | Vitas Gerulaitis                   | 6:4, 6:1, 6:2                       |
| 1979 | Björn Borg                         | Víctor Pecci                       | 6:3, 6:1, 6:7(6), 6:4               |
| 1978 | Björn Borg                         | Guillermo Vilas                    | 6:1, 6:1, 6:3                       |
| 1977 | Guillermo Vilas                    | Brian Gottfried                    | 6:0, 6:3, 6:0                       |
| 1976 | Adriano Panatta                    | Harold Solomon                     | 6:1, 6;4, 4:6, 7:6(3)               |
| 1975 | Björn Borg                         | Guillermo Vilas                    | 6:2, 6:3, 6:4                       |
| 1974 | Björn Borg                         | Manuel Orantes                     | 2:6, 6:7(1), 6:0, 6:1, 6:1          |
| 1973 | Ilie Năstase                       | Nikola Pilić                       | 6:3, 6:3, 6:0                       |
| 1972 | Andrés Gimeno                      | Patrick Proisy                     | 4:6, 6:3, 6:1, 6:1                  |
| 1971 | Jan Kodeš                          | Ilie Năstase                       | 8:6, 6:2, 2:6, 7:5                  |
| 1970 | Jan Kodeš                          | Željko Franulović                  | 6:2, 6:4, 6:0                       |
| 1969 | Rod Laver                          | Ken Rosewall                       | 6:4, 6:3, 6:4                       |
| 1968 | Ken Rosewall                       | Rod Laver                          | 6:3, 6:1, 2:6, 6:2                  |
| 1967 | Roy Emerson                        | Tony Roche                         | 6:1, 6:4, 2:6, 6:2                  |
| 1966 | Tony Roche                         | István Gulyás                      | 6:1, 6:4, 7:5                       |
| 1965 | Fred Stolle                        | Tony Roche                         | 3:6, 6:0, 6:2, 6:3                  |
| 1964 | Manuel Santana                     | Nicola Pietrangeli                 | 6:3, 6:1, 4:6, 7:5                  |
| 1963 | Roy Emerson                        | Pierre Darmon                      | 3:6, 6:1, 6:4, 6:4                  |
| 1962 | Rod Laver                          | Roy Emerson                        | 3:6, 2:6, 6:3, 9:7, 6:2             |
| 1961 | Manuel Santana                     | Nicola Pietrangeli                 | 4:6, 6:1, 3:6, 6:0, 6:2             |
| 1960 | Nicola Pietrangeli                 | Luis Ayala                         | 3:6, 6:3, 6:4, 4:6, 6:3             |
| 1959 | Nicola Pietrangeli                 | Ian Vermaak                        | 3:6, 6:3, 6:4, 6:1                  |
| 1958 | Mervyn Rose                        | Luis Ayala                         | 6:3, 6:4, 6:4                       |
| 1957 | Sven Davidson                      | Herbert Flam                       | 6:3, 6:4, 6:4                       |
| 1956 | Lew Hoad                           | Sven Davidson                      | 6:4, 8:6, 6:3                       |
| 1955 | Tony Trabert                       | Sven Davidson                      | 2:6, 6:1, 6:4, 6:2                  |
| 1954 | Tony Trabert                       | Arthur Larsen                      | 6:4, 7:5, 6:1                       |
| 1953 | Ken Rosewall                       | Vic Seixas                         | 6:3, 6:4, 1:6, 6:2                  |
| 1952 | Jaroslav Drobný                    | Frank Sedgman                      | 6:2, 6:0, 3:6, 6:4                  |
| 1951 | Jaroslav Drobný                    | Eric Sturgess                      | 6:3, 6:3, 6:3                       |
| 1950 | Budge Patty                        | Jaroslav Drobný                    | 6:1, 6:2, 3:6, 5:7, 7:5             |
| 1949 | Frank Parker                       | Budge Patty                        | 6:3, 1:6, 6:1, 6:4                  |
| 1948 | Frank Parker                       | Jaroslav Drobný                    | 6:4, 7:5, 5:7, 8:6                  |
| 1947 | József Asbóth                      | Eric Sturgess                      | 8:6, 7:5, 6:4                       |
| 1946 | Marcel Bernard                     | Jaroslav Drobný                    | 3:6, 2:6, 6:1, 6:4, 6:3             |
| 1945 | przerwa wojenna: II wojna światowa | przerwa wojenna: II wojna światowa | przerwa wojenna: II wojna światowa  |
| 1944 | przerwa wojenna: II wojna światowa | przerwa wojenna: II wojna światowa | przerwa wojenna: II wojna światowa  |
| 1943 | przerwa wojenna: II wojna światowa | przerwa wojenna: II wojna światowa | przerwa wojenna: II wojna światowa  |
| 1942 | przerwa wojenna: II wojna światowa | przerwa wojenna: II wojna światowa | przerwa wojenna: II wojna światowa  |
| 1941 | przerwa wojenna: II wojna światowa | przerwa wojenna: II wojna światowa | przerwa wojenna: II wojna światowa  |
| 1940 | przerwa wojenna: II wojna światowa | przerwa wojenna: II wojna światowa | przerwa wojenna: II wojna światowa  |
| 1939 | Don McNeill                        | Bobby Riggs                        | 7:5, 6:0, 6:3                       |
| 1938 | Don Budge                          | Roderich Menzel                    | 6:3, 6:2, 6:4                       |
| 1937 | Henner Henkel                      | Bunny Austin                       | 6:1, 6:4, 6:3                       |
| 1936 | Gottfried von Cramm                | Fred Perry                         | 6:0, 2:6, 6:2, 2:6, 6:0             |
| 1935 | Fred Perry                         | Gottfried von Cramm                | 6:3, 3:6, 6:1, 6:3                  |
| 1934 | Gottfried von Cramm                | Jack Crawford                      | 6:4, 7:9, 3:6, 7:5, 6:3             |
| 1933 | Jack Crawford                      | Henri Cochet                       | 8:6, 6:1, 6:3                       |
| 1932 | Henri Cochet                       | Giorgio de Stefani                 | 6:0, 6:4, 4:6, 6:3                  |
| 1931 | Jean Borotra                       | Christian Boussus                  | 2:6, 6:4, 7:5, 6:4                  |
| 1930 | Henri Cochet                       | William Tilden                     | 3:6, 8:6, 6:3, 6:1                  |
| 1929 | René Lacoste                       | Jean Borotra                       | 6:3, 2:6, 6:0, 2:6, 8:6             |
| 1928 | Henri Cochet                       | René Lacoste                       | 5:7, 6:3, 6:1, 6:3                  |
| 1927 | René Lacoste                       | William Tilden                     | 6:4, 4:6, 5:7, 6:3, 11:9            |
| 1926 | Henri Cochet                       | René Lacoste                       | 6:2, 6:4, 6:3                       |
| 1925 | René Lacoste                       | Jean Borotra                       | 7:5, 6:1, 6:4                       |
| 1924 | Jean Borotra                       | René Lacoste                       | 7:5, 6:4, 0:6, 5:7, 6:2             |
| 1923 | François Blanchy                   | Max Décugis                        | 1:6, 6:2, 6:0, 6:2                  |
| 1922 | Henri Cochet                       | Jean Samazeuilh                    | 8:6, 6:3, 7:5                       |
| 1921 | Jean Samazeuilh                    | André Gobert                       | 6:3, 6:3, 2:6, 7:5                  |
| 1920 | André Gobert                       | Max Décugis                        | 6:3, 3:6, 1:6, 6:2, 6:3             |
| 1919 | przerwa wojenna: I wojna światowa  | przerwa wojenna: I wojna światowa  | przerwa wojenna: I wojna światowa   |
| 1918 | przerwa wojenna: I wojna światowa  | przerwa wojenna: I wojna światowa  | przerwa wojenna: I wojna światowa   |
| 1917 | przerwa wojenna: I wojna światowa  | przerwa wojenna: I wojna światowa  | przerwa wojenna: I wojna światowa   |
| 1916 | przerwa wojenna: I wojna światowa  | przerwa wojenna: I wojna światowa  | przerwa wojenna: I wojna światowa   |
| 1915 | przerwa wojenna: I wojna światowa  | przerwa wojenna: I wojna światowa  | przerwa wojenna: I wojna światowa   |
| 1914 | Max Décugis                        | Jean Samazeuilh                    | 3:6, 6:1, 6:4, 6:4                  |
| 1913 | Max Décugis                        | Georges Gault                      |                                     |
| 1912 | Max Décugis                        | André Gobert                       |                                     |
| 1911 | André Gobert                       | Maurice Germot                     |                                     |
| 1910 | Maurice Germot                     | François Blanchy                   |                                     |
| 1909 | Max Décugis                        | Maurice Germot                     |                                     |
| 1908 | Max Décugis                        | Maurice Germot                     |                                     |
| 1907 | Max Décugis                        | Robert Wallet                      |                                     |
| 1906 | Maurice Germot                     | Max Décugis                        |                                     |
| 1905 | Maurice Germot                     | André Vacherot                     |                                     |
| 1904 | Max Décugis                        | André Vacherot                     | 6:1, 9:7, 6:8, 6:1                  |
| 1903 | Max Décugis                        | André Vacherot                     |                                     |
| 1902 | Marcel Vacherot                    | Max Décugis                        | 6:4, 6:2                            |
| 1901 | André Vacherot                     | Paul Lebreton                      |                                     |
| 1900 | Paul Aymé                          | Alain Prévost                      |                                     |
| 1899 | Paul Aymé                          | Paul Lebreton                      |                                     |
| 1898 | Paul Aymé                          | Paul Lebreton                      |                                     |
| 1897 | Paul Aymé                          | Francky Wardan                     | 4:6, 6:4, 6:2                       |
| 1896 | André Vacherot                     | Gérard Brosselin                   | 6:1, 7:5                            |
| 1895 | André Vacherot                     | Laurent Riboulet                   | 9:7, 6:2                            |
| 1894 | André Vacherot                     | Gérard Brosselin                   | 1:6, 6:3, 6:3                       |
| 1893 | Laurent Riboulet                   | Jean Schopfer                      | 6:3, 6:3                            |
| 1892 | Jean Schopfer                      | Fassitt                            | 6:2, 1:6, 6:2                       |
| 1891 | H. Briggs                          | P. Baigneres                       | 6:3, 6:4                            |